# فول أوت 76
فول أوت 76 (بالإنجليزية: Fallout 76)‏، هي لعبة فيديو من نوع أكشن تقمص أدوار صدرت عام 2018، ونمطية تعدد اللاعبين، وهي من تطوير بيثيسدا غيم ستوديوز، ومن نشر بيثيسدا سوفت ووركس الأمريكية، وتعمل على منصة بلاي ستيشن 4، مايكروسوفت ويندوز وإكس بوكس ون، وهي جزء من سلسلة فول أوت وقصة خلفية للأجزاء السابقة. تدور أحداث اللعبة في البداية في عام 2102، حيث يتحكم اللاعبون في أحد سكان المأوى 76 الذي يجب عليه المغامرة في العالم المفتوح المدمر المعروف باسم "أبالاشيا" من أجل إعادة استعمار المنطقة، واكتشاف وباء غامض قضى على سكانها.

## طريقة اللعب
فول أوت 76 هي لعبة تقمص أدوار وأكشن يمكن لعبها من منظور الشخص الأول أو الثالث.  تدور أحداث اللعبة في منطقة أبالاشيا في ولاية فرجينيا الغربية، حيث يتحكم اللاعب بشخصية تغادر ملجأً نوويًا بعد 25 عامًا من حرب نووية دمرت جزء كبير من الولايات المتحدة. اللعبة بالكامل على الإنترنت وتستخدم خوادم مخصصة. على الرغم من أن اللاعبين قادرون على لعب اللعبة بمفردهم، إلا أنهم مدعوون لإكمال المهام مع لاعبين آخرين على الخادم. بالإضافة إلى ذلك، يمكن للاعبين التجارة مع بعضهم البعض والاشتراك في القتال. الخوادم الخاصة متاحة فقط من خلال استخدام الاشتراك الشهري فول أوت فيرست.
تتميز فول أوت 76 بخريطة عالم مفتوح يمكن للاعب استكشافها بحرية. تعيد الخريطة العديد من المواقع الحقيقية في ولاية فرجينيا الغربية، مثل مدن تشارلستون ومورغانتاون، بالإضافة إلى معالم مثل منتجع جرينبراير وجسر نيو رفر جورج. تتميز اللعبة بأعداء عديدين، بما في ذلك الغزاة والحيوانات المتحولة والغولا. يأتي بعض الأعداء من فولكلور ولاية فرجينيا الغربية، مثل الرجل العثة ووحش فلاتوودز. اللاعب مجهز بجهاز كمبيوتر قابل للارتداء يسمى بيب بوي. يعمل الجهاز كقائمة ويسمح للاعب بالوصول إلى العناصر التي اكتسبها، وعرض إحصائيات تفصيلية للشخصية والمهام النشطة، والنظر إلى الخريطة.  يمكن للاعب استخدام بيب بوي للسفر السريع إلى المواقع المكتشفة سابقًا، وكراديو للاستماع إلى البث الإذاعي المؤقت. هناك مجموعة متنوعة من الأسلحة في اللعبة، بما في ذلك البنادق القياسية والبنادق القائمة على الطاقة وأسلحة المشاجرة والمتفجرات.  أثناء القتال، يمكن للاعب استخدام آلية لعب تسمى "نظام الاستهداف المساعد فولت-تك"، والتي تستهدف العدو تلقائيًا وتعرض نسبة فرصة إصابة العدو بالهجوم. على عكس ألعاب فول أوت السابقة، لا تؤدي هذه الآلية إلى إيقاف الوقت أو إبطائه، بل يعرض المعلومات في الوقت الفعلي.
آلية مهمة في فول أوت 76 هي القدرة على بناء ودفاع عن القواعد. في بداية اللعبة، يُمنح اللاعب عنصرًا يسمى منصة التجميع والتركيب المحمولة (كامب)، والتي تسمح للاعب بتحويل المواد الخام إلى هياكل قاعدة. يمكن وضع قواعد كامب. في أي مكان على الخريطة، ويمكن نقلها في أي وقت. في قاعدة كامب، يمكن للاعب صناعة الأسلحة والدروع والتعديلات. يمكن للأعداء مهاجمة القواعد، ويمكن للاعب تخفيف هجومهم عن طريق تجهيز القاعدة بالمدافع الرشاشة والفخاخ. إذا انضم اللاعب إلى خادم يحتوي بالفعل على قاعدة أخرى حيث يجب أن تكون قاعدته الحالية، ستُزال قاعدة اللاعب، ويمكن استبدالها في موقع مختلف.
تتميز فول أوت 76 بعملة داخل اللعبة تسمى الذرات، والتي يمكن استخدامها لشراء العناصر من سوق يسمى المتجر الذري. يمكن شراء الذرات إما بالمال الحقيقي من خلال الصفقات الصغيرة أو عن طريق إكمال التحديات داخل اللعبة، مثل صناعة قطعة من الدروع أو الترقية. يبيع المتجر الذري العناصر التجميلية، مثل الملابس وإيماءات شخصية قصيرة تسمى الرموز التعبيرية.

## التسويق والإفراج
اُعلن عن اللعبة في 30 مايو 2018. وقد سبق هذا الإعلان بث مباشر على مدار 24 ساعة على تويتش، حيث أظهر لعبة بابلهيد لفولتبوي أمام الشاشة باستخدام شاشة نمط فول أوت "الرجاء الانتظار" الكلاسيكية. تمت مشاهدة هذا التدفق من قبل ما مجموعه أكثر من مليوني شخص، مع أكثر من 100,000 شخص يشاهدون في أي وقت. واختتم البث برسالة قصيرة من تود هوارد من بيثيسدا، وتبعها مقطع دعائي عُين على أغنية "خذني إلى المنزل، الطرق الريفية". تتميز المقطورة بمشاهد فولت 76 وريف فيرجينيا الغربية المدمر المحيط بها، وتشير إلى التاريخ كفترة الاستصلاح، مع اقتباس: «عندما توقف القتال واستقرت التداعيات، يجب عليك إعادة البناء.»
اُعلن عن تفاصيل اللعبة خلال المؤتمر الصحفي لبيثيسدا خلال E3 يوم 10 يونيو 2018، بما في ذلك تاريخ إصداره في 14 نوفمبر 2018. حيث أن تجربة بيثيسدا الأولى مع لعبة كاملة على الإنترنت، أكد هوارد أنه سيكون هناك لعبة مفتوحة. ومرحلة تجريبية قبل الإطلاق للمساعدة في تصحيح هذه الميزات.

## روابط خارجية
- فول أوت 76 على موقع IMDb (الإنجليزية)